# Уредссон, Йёран Ассар
Йёран Ассар Уредссон  (швед. Göran Assar Oredsson; 2 августа 1933, Кристианстад — 28 июня 2010) — шведский политик националистического толка, лидер Северной имперской партии.

## Биография
По профессии Уредссон был садовником, с национал-социализмом познакомился в юношестве. Во время учёбы в Эннестадском народном университете (1951-1952) Уредссон познакомился с человеком, чей отец являлся представителем «Шведской национал-социалистической партии» Биргера Фуругорда. От него он узнал о существовании в Мальмё национал-социалистической ячейки под управлением Манне Берга (Manne Bergh) и Готтфрида Лильи (Gottfrid Lilja).
Отслужив в армии, весной 1955 нашёл работу в Мальмё. Именно тогда он и познакомился с Бергом и вступил в его организацию «Национальное движение за свободу Швеции». Вместе с датской «Dansk Frontkæmperforbund», в сентябре 1955 они организуют в Мальмё, на площади S:t Knuts torg митинг, однако уже в конце 1955, после ссоры с Мантте Бергом, Уредссон покидает партию. Что именно было причиной ссоры, неизвестно.
Уже в 1956 Уредссон основал организацию «Национал-социалистическая боевая лига Швеции», и начал издавать газету «Nordisk kamp». В основании партии Уредссону помогал Кнут Андерссон, который ранее являлся членом «Шведского социалистического собрания», при помощи партийных списков которого Андерссон и Уредссон привлекали читателей. В 1960 году начала действовать так называемая «кампания против свастики», в связи с чем типография отказалась от дальнейшего сотрудничества с газетой партии Уредссона. В том же году партию переименовали в «Северную имперскую партию».
В конце 2009 Уредссон объявил о закрытии Северной имперской партии.
Йёран Ассар Уредссон был женат на Вере Уредссон, которая ныне является членом Северного движения сопротивления и автором книги «När flaggstängerna blommade» (Когда цвели флагштоки).